# Municipio de Albion (condado de Butler)
El municipio de Albion (en inglés: Albion Township) es un municipio ubicado en el condado de Butler en el estado estadounidense de Iowa. En el año 2010 tenía una población de 2030 habitantes y una densidad poblacional de 21,85 personas por km².

## Geografía
El municipio de Albion se encuentra ubicado en las coordenadas 42°35′57″N 92°43′54″O / 42.59917, -92.73167. Según la Oficina del Censo de los Estados Unidos, el municipio tiene una superficie total de 92.93 km², de la cual 92,93 km² corresponden a tierra firme y (0 %) 0 km² es agua.

## Demografía
Según el censo de 2010, había 2030 personas residiendo en el municipio de Albion. La densidad de población era de 21,85 hab./km². De los 2030 habitantes, el municipio de Albion estaba compuesto por el 98,87 % blancos, el 0,15 % eran afroamericanos, el 0,1 % eran amerindios, el 0,25 % eran asiáticos, el 0,05 % eran de otras razas y el 0,59 % eran de una mezcla de razas. Del total de la población el 0,69 % eran hispanos o latinos de cualquier raza.